# 梅里尔·M·弗勒德
梅里尔·M·弗勒德（1908年—1991年）是一位美国数学家，知名于1950年在兰德公司任职期间与梅爾文·德雷希爾共同提出了博弈论中的囚徒困境模型，后由阿尔伯特·W·塔克以囚徒方式阐述。